# Omar de Jesús Borja
Omar Andrés de Jesús Borja (28 de febrero de 1976, Carchi, Ecuador) es un futbolista ecuatoriano. Juega de defensa y su equipo actual es  Aucas de la Segunda Categoría del fútbol ecuatoriano, es hermano mayor del también futbolista Lenín de Jesús. 

## Trayectoria
Es un defensor que militó en Sociedad Deportiva Aucas, club que le dio renombre, Club Deportivo El Nacional. Desde 2008 a 2010 defendió al Barcelona Sporting Club en donde no tuvo muchas oportunidades. En el 2011 fichó por Liga de Loja .
En el 2012 regresa al Aucas club donde debutó.

## Clubes
| Club                     | País    | Año       |
| ------------------------ | ------- | --------- |
| Aucas                    | Ecuador | 1992-2002 |
| El Nacional              | Ecuador | 2003-2007 |
| Barcelona SC             | Ecuador | 2008-2010 |
| Liga de Loja             | Ecuador | 2011      |
| Sociedad Deportiva Aucas | Ecuador | 2012      |

## Palmarés

### Títulos nacionales
| Título  | Club        | Año  |
| ------- | ----------- | ---- |
| Serie A | El Nacional | 2005 |
| Serie A | El Nacional | 2006 |